# غدا في نانغويلا (فلم)
غدًا في ناغويلا (بالفرنسية: Demain à Nanguila) هو فيلم درامي مالي صدر عام 1969.

## القصّة
يتبعُ فيلم غدًا في نانغويلا خطوات شابٍ من مالي يُوضّح الآثار الضارة الريف|للهجرة القرويّة، كما يُشكّك الفيلم في قرارات الحكومة فور حصولها على الاستقلال في محاولتها وقف موجة الهجرة إلى المدن وتطوير البلاد على أساس الزراعة. يُقدم الفيلم كذلك صورةً لمالي في الستينيات من القرن الماضي عن طريق الحياة الليلية في باماكو، والمعالم الأثرية في العاصمة والنساء العازمات تحت وطأة العديد من المهام.

## رابط خارجي
- غدًا في نانغويلا  في قاعدة بيانات الأفلام على الإنترنت (بالإنجليزية)